# 赫拉德茨-克拉洛韋州
赫拉德茨-克拉洛韋州（捷克語：Královéhradecký kraj），是捷克的一個州，歷史上屬於波希米亞的東北部。面積5,768 平方公里，人口551,021（2019年）。州府赫拉德茨-克拉洛韋。下分五县。